# Astroplegma expansum
Astroplegma expansum är en ormstjärneart som beskrevs av Döderlein 1927. Astroplegma expansum ingår i släktet Astroplegma och familjen medusahuvuden. Inga underarter finns listade i Catalogue of Life.